# Aspidiophorus bisquamosus
Aspidiophorus bisquamosus is een buikharige uit de familie Chaetonotidae. Het dier komt uit het geslacht Aspidiophorus. Aspidiophorus bisquamosus werd in 1979 voor het eerst wetenschappelijk beschreven door Mock. 